# Polasara
Polasara là một thị xã và là nơi đặt ủy ban khu vực quy hoạch (notified area committee) của quận Ganjam thuộc bang Orissa, Ấn Độ.

## Địa lý
Polasara có vị trí 19°42′B 84°49′Đ / 19,7°B 84,82°Đ Nó có độ cao trung bình là 66 mét (216 feet).

## Nhân khẩu
Theo điều tra dân số năm 2001 của Ấn Độ, Polasara có dân số 19.566 người. Phái nam chiếm 50% tổng số dân và phái nữ chiếm 50%. Polasara có tỷ lệ 53% biết đọc biết viết, thấp hơn tỷ lệ trung bình toàn quốc là 59,5%: tỷ lệ cho phái nam là 63%, và tỷ lệ cho phái nữ là 43%. Tại Polasara, 13% dân số nhỏ hơn 6 tuổi.